# Rasputins Liebesabenteuer
Rasputins Liebesabenteuer est un film allemand réalisé par Martin Berger, sorti en 1928.
C'est une des plus grosses productions de Martin Berger, avec une distribution notable.

## Synopsis

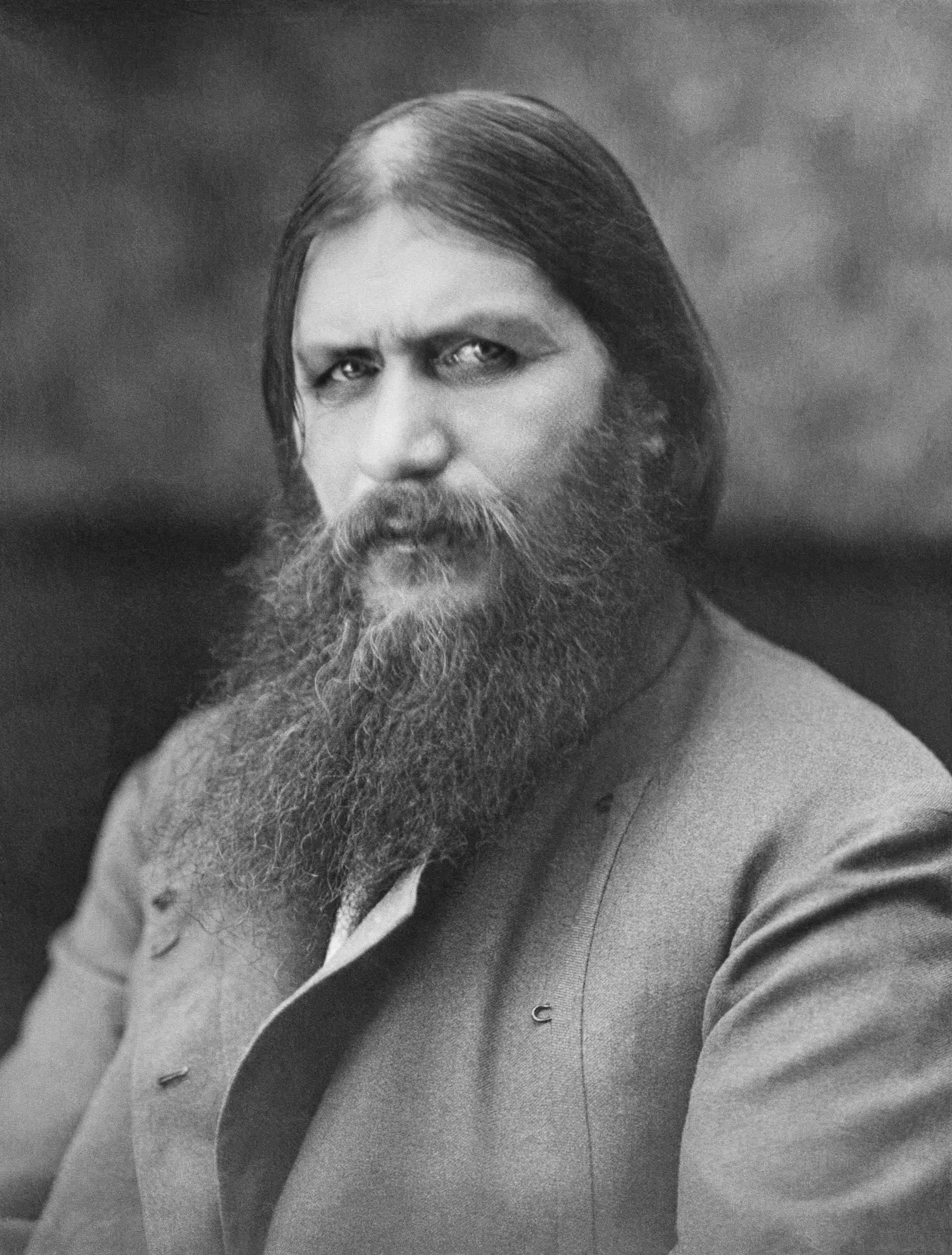
Grigori Raspoutine

Un simple paysan russe du nom de Grigori Raspoutine semble capable d'accomplir des miracles, et attire bientôt l'attention du tsar et de la tsarine de la famille royale russe qui l'élèvent au rang de conseiller spirituel. Le contrôle de Raspoutine sur eux grandit, et les membres de la hiérarchie craignent qu'il ne cherche à accroître son propre pouvoir politique. Ils élaborent un complot pour assassiner Raspoutine.

## Fiche technique
- Réalisation : Martin Berger
- Scénario : Dosio Koffler
- Production : Martin Berger
- Photographie : László Schäffer
- Musique : Pasquale Perris
- Production : Martin Berger Film
- Distributeur : Mondial-Film
- Pays : Allemagne  République de Weimar
- Durée : 60 minutes
- Date de sortie : 26 septembre 1928

## Distribution
- Nikolai Malikoff : Raspoutine
- Diana Karenne : Tsarine Alexandra Feodorovna
- Erwin Kalser : Nicolas II de Russie
- Alexander Murski : Globitscheff
- Nathalie Lissenko : Mme Tatarinoff
- Albert Kergy : Adjutant Bilinski
- Alfred Abel : General adjutant Sablin
- Mikhail Rasumny : Vladimir Purishkevich
- Hilde Hildebrand : Dirne Gregubowa
- David Monko : Sergey Sazonov
- Camilla von Hollay : Maid Dunja
- Ferdinand Bonn : Egorov
- Max Schreck : Nikolai Nikolaevich
- Uli Buotry : Militza Nikolaevich
- Jack Trevor : Prince Yusupov
- Hans Albers : officier
- Hermann Picha : informer
- Fritz Alberti : Colonel Tatarinov
- Ruth Albu : Hoffräulein Wera
- Gertrud Arnold : Mother Bilinski
- Erna Bojar : Gymnasist
- Maria De Witt : Wyrubowa
- Diana Dierks : Nikolay Pavlovich Ignatyev
- N. Schweidel : Ministre Chwostoff
- Alexandra Sorina : actress Warwarowa
- Uli Tridenskaja : Frau Globitscheff
- Martin Wolfgang : Mitja